# Voglajna
A Voglajna a Savinja baloldali mellékfolyója Szlovénia keleti részén. A mesterséges, duzzasztott Slivniško-tó felett ered. Közvetlenül Celje alatt ömlik a Savinjába. Jelentősebb jobboldali mellékfolyója a Hudinja, ami Celje területén csatlakozik hozzá. Mint sok más szlovén folyó esetében, gyakran veszélyes villámárvizek fordulnak elő rajta.

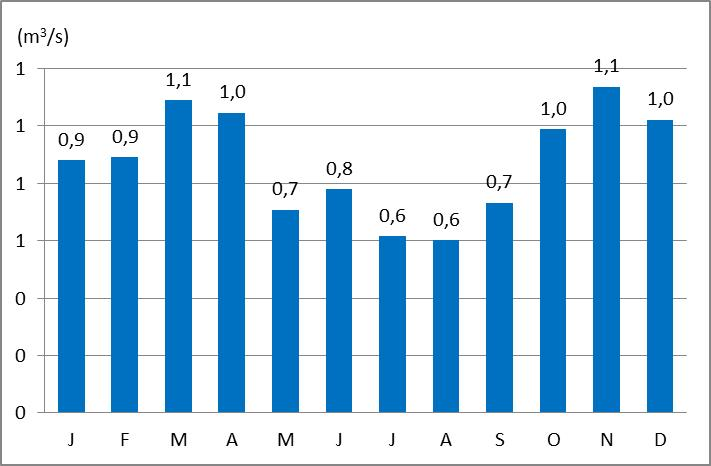
Átlagos havi vízhozama Celjénél 1971–2000 között

## Etimológia
Nevének eredete nem ismeretes, de minden bizonnyal még a szlovénok letelepedése előttről származik. Egyik lehetséges forrása a latin aquanea (vizes) szó. A középkori forrásokban neve latin és német formákban jelenik meg, mint Oguanie (1025), Oguaniae (1028), Oglan (1265), Agleg (1447), Oglay (1448), Aglein (1480) Első szlovén nyelvi formája Voglana volt.

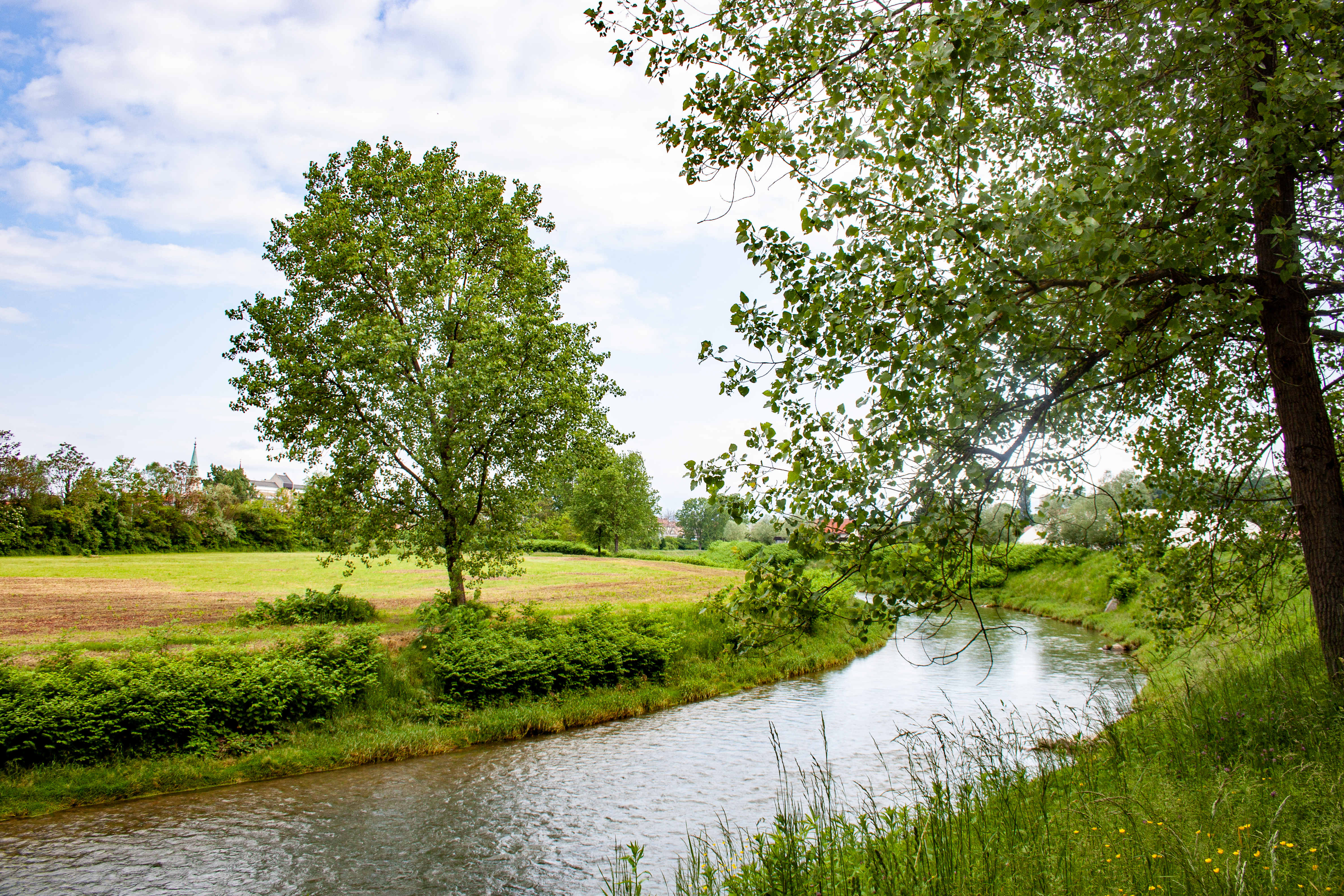
A Voglajna Celje határában, a celjei vár alatt
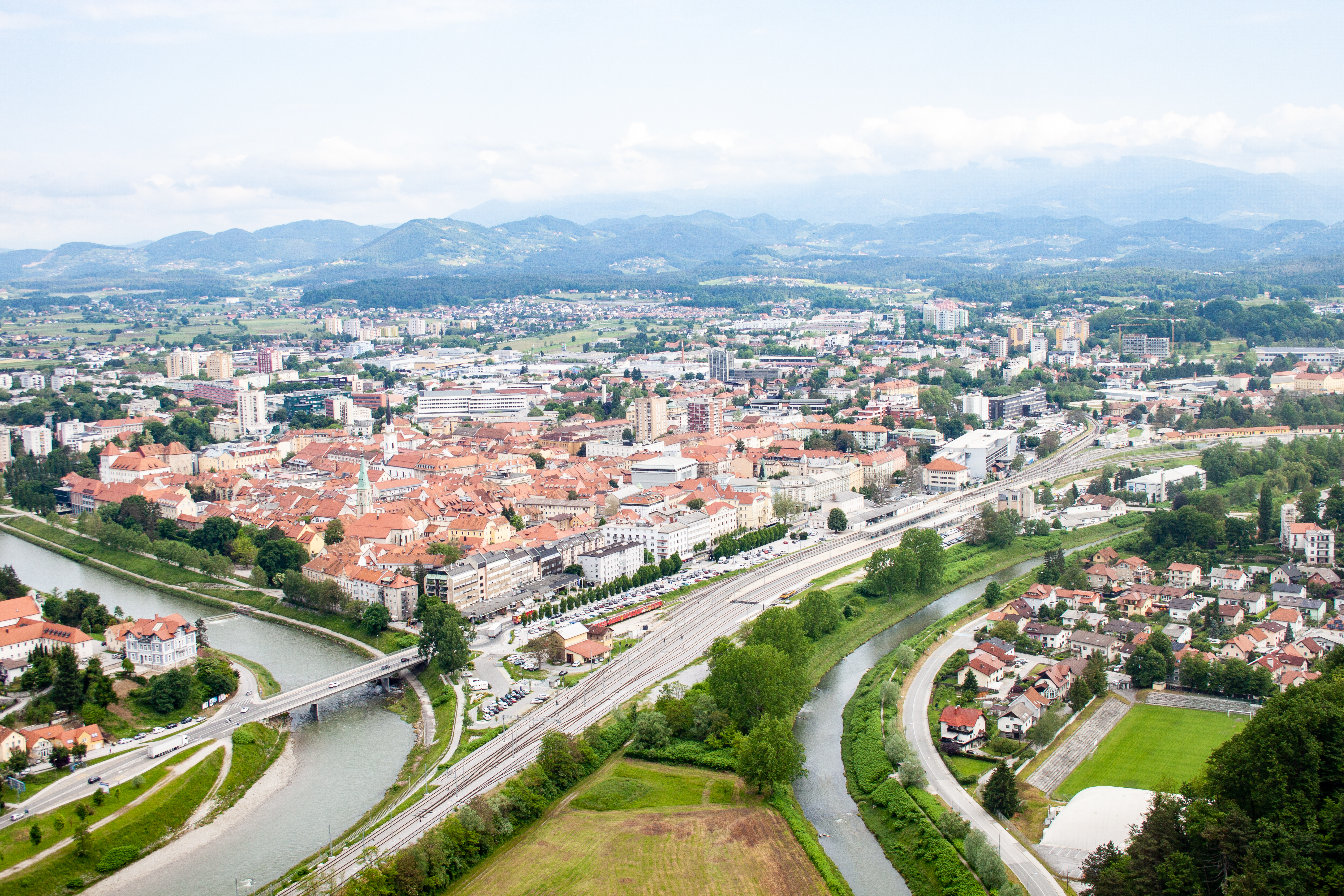
A Savinja (balra) és a Voglajna (jobbra) Celje látképén
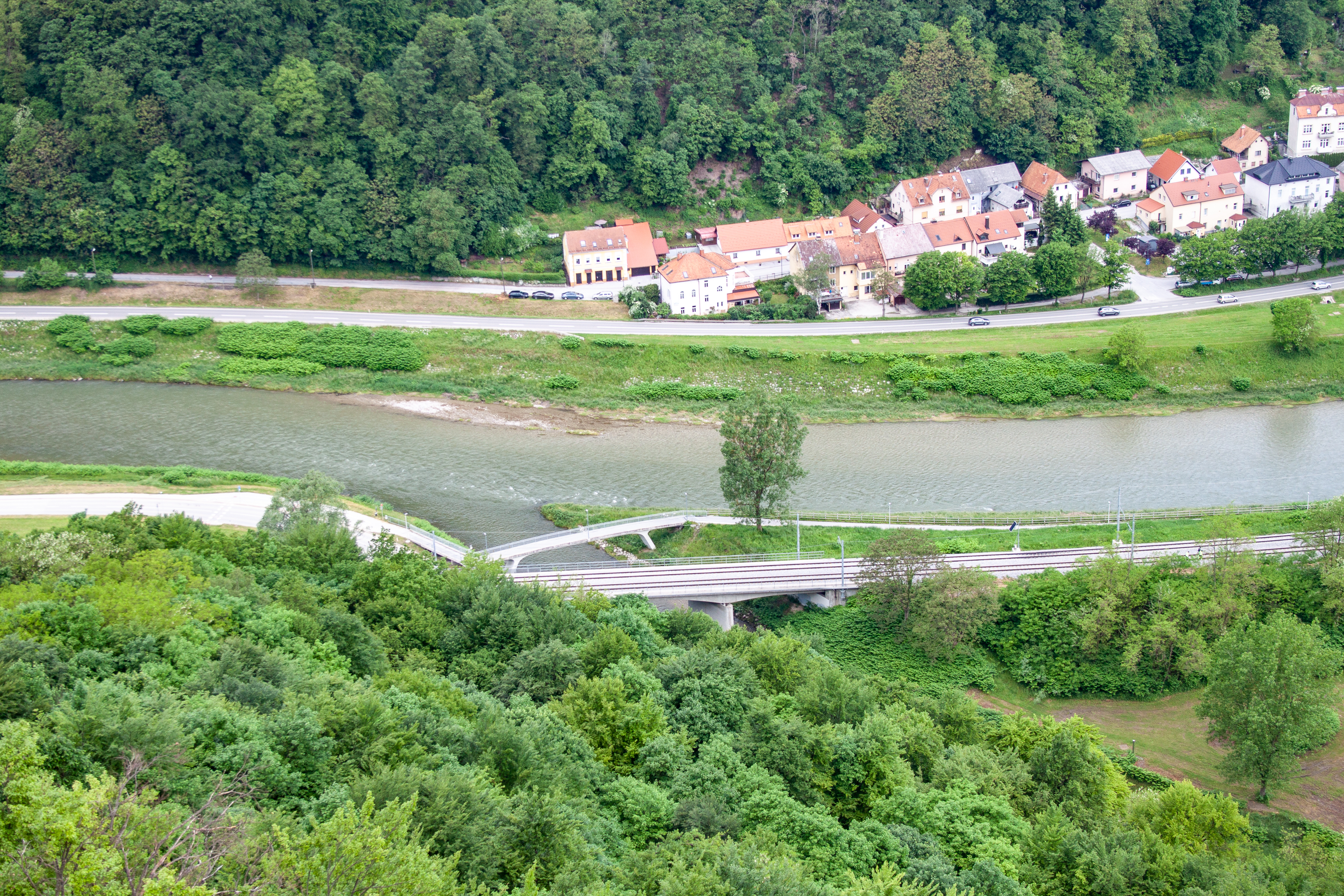
A Voglajna és a Savinja összefolyása